# Левченко Андрій Сергійович
Андрій Сергійович Левченко (нар. 1 січня 1985, Харків) — український волейболіст, пляжний волейболіст і волейбольний тренер. Головний тренер команди  «Решетилівка».

## Життєпис
Народився 1 січня 1985 року в Харкові. 
Навчався в Харківській СШ № 155, де й почав займатися волейболом із семи років. Перший тренер - М. І. Подобєд. З 2001 року став гравцем молодіжної команди харківського «Локомотива».
З 2002 по 2008 роки навчався в Харківській державній академії фізичної культури, у 2008-2012 — у Харківському авіаційному інституті, де здобув спеціальність «Економіка підприємства».
Під час ігрової кар'єри захищав барви харківського «Локомотива» з (2004-2008). В сезоні 2008-2009 переїхав в Латвію в клуб  «Кулдіга». В 2009 повернувся в «Локомотив» провів два сезони. Сезон 2011-2012 провів у складі французького «Араґо де Сет» з міста Сет. 
З 2012 по 2014, виступав за  білоруський «Шахтар» з Солігорська. Сезон 2014-2015 виступав за казахстанський «ТНК Казхром». На сезон 2015- 2016 переїхав Фінляндію  в «ВаЛеПа Састамала» з (Тампере, партнером був Станіслав Невядомський, головним тренером — Уґіс Крастіньш. 
Невдалого вояжу в Фінляндію повертається в казахстанський «ТНК Казхром». 
В 2018 підписав контракт з «Юридичною академією». 
У 2019 відправився в «Аль-Наср» Дубаї. 
Був кандидатом у депутати від «УДАРу» під час виборів до Харківської міськради (по Шевченківському району) 2020 року.
Отримав запрошення стати граючи тренером «Юридичної академії». 
З грудня 2021 року призначений головним тренером національної збірної команди України у віковій категорії до 20 років. 
В 2021 році помічник Уґіса Крастіньша в збірній України.
Отримав нагороду заслужений тренер України.
В 2022 став головним тренером «СК Прометей» .
2024 отримав запрошення очолити  ВК Решетилівку з Полтавщини. 

### Виступи за збірну
У 2011 році в китайському Шеньжені на всесвітній Універсіаді здобув срібні медалі в фіналі зазнавши поразки 1:3 від збірної Росії.
У складі національної збірної України став переможцем Золотої Євроліги у 2017 році. 

## Досягнення

### Клубні
Україна 
- Чемпіон України (4): 2004-2005, 2006-2007, 2009-2010, 2010-2011.
- Срібний призер України: 2007-2008.
- Бронзовий призер України: 2020-2021.
- Переможець Кубка України (5): 2004-2005, 2006-2007, 2007-2008, 2009-2010, 2010-2011.

 Латвія 
- Срібний призер Латвії: 2008-2009.

 Франція
- Бронзовий призер Франції: 2011-2012.

 Білорусь 
- Срібний призер Білорусі (2): 2012-2013, 2013-2014.

 Фінляндія
- Срібний призер Фінляндії: 2015-2016.

 Казахстан 
- Срібний призер Казахстану (2): 2016-2017, 2017-2018.

### Збірній
- Чемпіон Євроліги: 2017[10].
- Срібний призер Універсіади: 2011.

### Клубні
Україна 
- Чемпіон України (2): 2022–2023, 2023–2024.
- Фіналіст Кубка України (2): 2022-2023, 2023-2024.
- Фіналіст Суперкубка України: 2023.

### У збірних
Україна
- Срібний призер Євроліги (2):  2021, 2023.
- Бронзовий призер Кубка Претендентів:  2023.

### Індивідуальні
- Найкращий діагональний Чемпіонат України 2018–2019.

## Сім'я
Дружина — Олена Олегівна Левченко; мають синів Іліана та Яна.